# الخدمة الجوية للجيش النرويجي
الخدمة الجوية للجيش النرويجي (بالنرويجية:Hærens flyvåpen) تأسست الخدمة الجوية للجيش النرويجي عام 1914م، وكان مقرها الرئيسي ومصنع طائراتها في مطار كجيلر، في 10 تشرين الثاني 1944م انضمت (NoAAS) للخدمة الجوية البحرية النرويجية الملكية لتشكلا مع بعضهما سلاح الجو الملكي النرويجي.

## تأسيس مدرسة الطيران
تأسست مدرسة للطيران تابعة للجيش في تموز 1914م مع أربعة طلاب في المجموعة الأولى، وكان رئيس التدريب الكابتن اينار سيم-جاكوبسن، في عام 1939م كان يجب أن تتخرج أحد الدفعات في نيسان عام 1940م إلا أن الغزو الألماني في الحرب العالمية الثانية أخرّ تخرج تلك الدفعة، خرّجت المدرسة 362 طالب بين عامي 1914م و 1939/1940م.